# Centro de Assistência Polivalente de Aljezur
O Centro de Assistência Polivalente de Aljezur, igualmente denominado de Creche da Santa Casa da Misericórdia de Aljezur ou Centro de Saúde de Aljezur, é um edificio na vila de Aljezur, na região do Algarve, em Portugal.

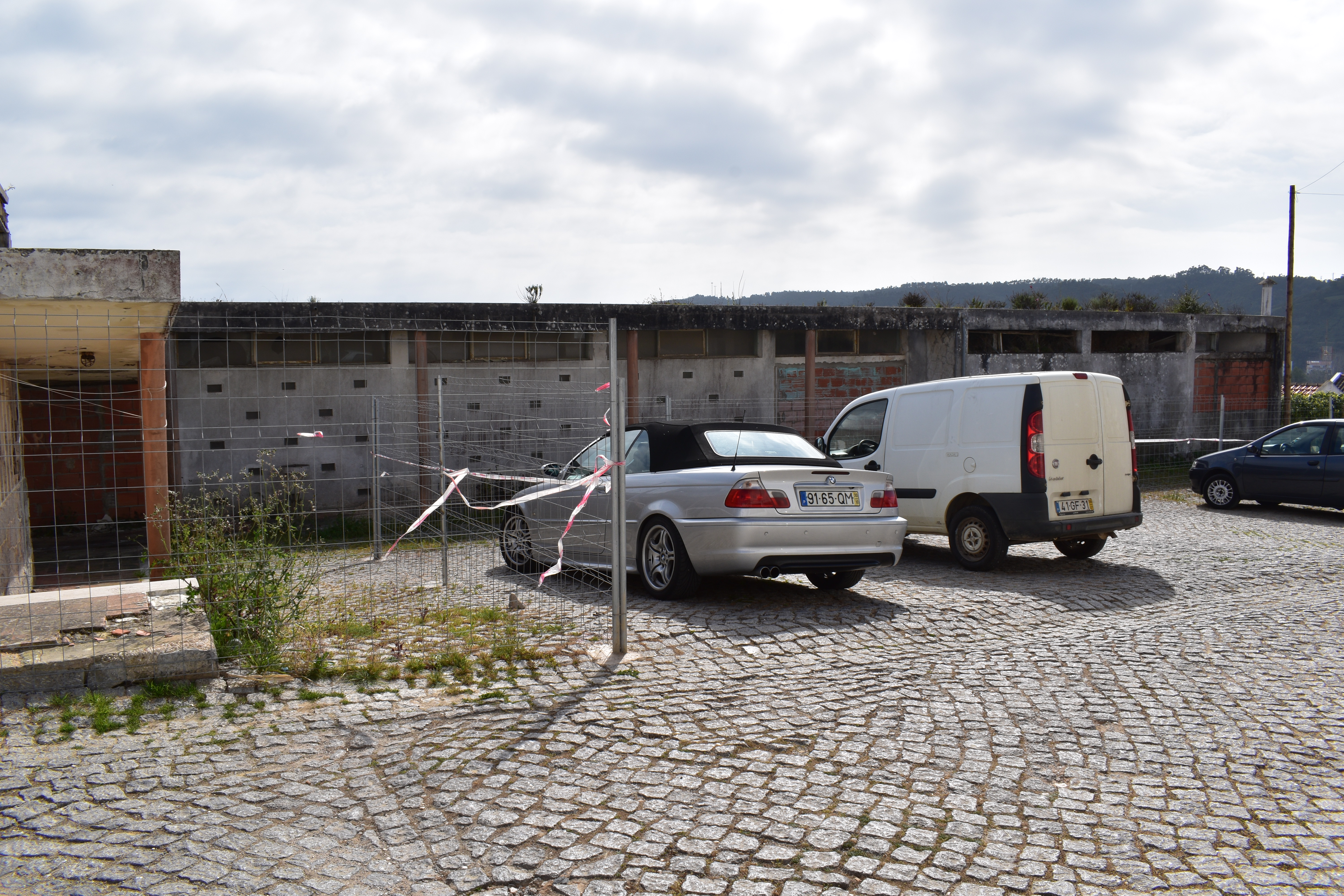
Vista do corpo Sul, onde se situava a creche.

## Descrição
O edifício tem acesso pela Rua do Centro de Saúde, na zona de Aljezur conhecida como Igreja Nova. Foi construído no estilo modernista, sendo considerado como um exemplar de grande qualidade daquela corrente estilística na região do Algarve. O arquitecto foi Manuel Gomes da Costa, que se notabilizou pelas suas obras no Sul do país, onde aplicou as noções do modernismo que adquiriu na Escola de Belas Artes do Porto. Com efeito, o imóvel foi considerado pelo arquitecto Fernando Silva Grade como uma das principais obras de Gomes da Costa.
O conjunto é composto principamente por dois volumes longitudinais de tamanhos diferentes, que são unidos por uma pala que também serve de entrada ao imóvel, existindo igualmente um terceiro corpo, de dimensões menores, que servia de refeitório. Os volumes são todos de coberturas planas, e foram planeados de forma a se articularem de forma dinâmica, formando espaços como terraços, rampas e pátios. Os elementos de maior interesse são a pala na entrada, os pilaretes em forma de V, e os vãos nas fachadas, de dimensões diferentes, que pontuam todo o conjunto.

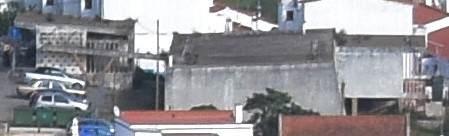
Vista geral do imóvel, a partir do Castelo. No lado esquerdo e no centro estão os volumes principais, e à direita está um anexo.

## História
O imóvel foi construído em 1958, embora nunca tenha sido totalmente terminado. Foi instalado como parte de um programa da Delegação Regional de Saúde do Algarve, tendo sido encomendado pela Comissão Municipal de Assistência de Aljezur, por impulso da Santa Casa da Misericórdia de Aljezur. Porém, aquela instituição nunca chegou a utilizar o centro. Inicialmente, albergava uma creche, salas de apoio a funções materno-infantis, e espaços para o Instituto de Apoio à Família. Em 1975 foi cedido à Administração Regional de Saúde do Algarve, que ocupou as instalações até 1989.
Em 29 de Julho de 2010, a Santa Casa da Misericórdia de Aljezur fez uma proposta para a classificação do edifício, e em 25 de Agosto desse ano a Direcção Regional de Cultura propôs que fosse notificada a autarquia de Aljezur, no sentido de iniciar o procedimento para a classificação como Interesse Municipal, uma vez que se considerou que não tinha valor a nível nacional. Porém, em 8 de Setembro o subdirector do Instituto de Gestão do Património Arquitectónico e Arqueológico emitiu um despacho para o arquivamento do processo. Nessa altura, o edifício estava em avançado estado de abandono, nunca tendo sido alvo de obras.